# Équation de Lane-Emden

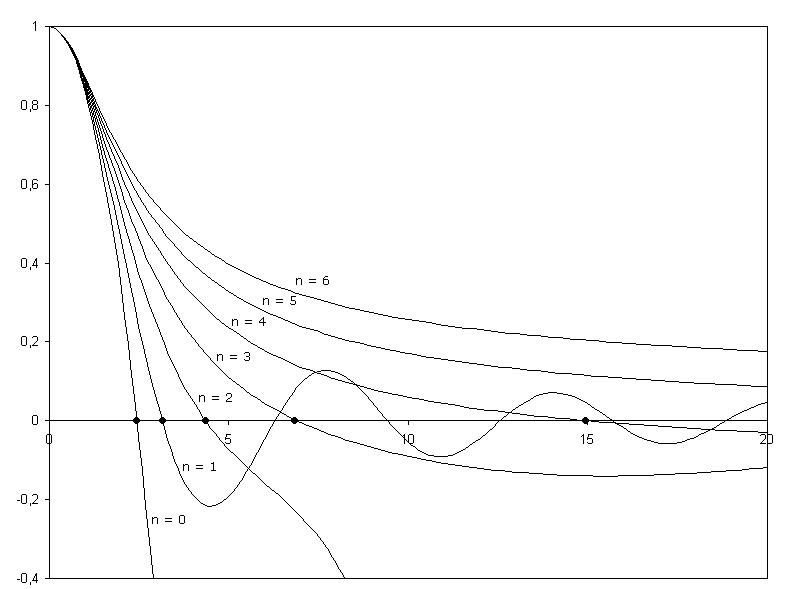
Graphes de solutions de l'équation de Lane-Emden (θ en fonction de ξ) pour différentes valeurs finies de n.

En astrophysique, l'équation de Lane-Emden décrit la structure d'un objet dont l'équation d'état est celle d'un polytrope et qui est soumis à l'influence de son propre champ gravitationnel. Il est de plus supposé que l'objet est à symétrie sphérique, c'est-à-dire qu'il n'est pas significativement déformé par sa propre rotation. L'équation de Lane-Emden permet de déterminer le profil de pression et de densité de l'objet, ainsi que de déterminer les types de configuration qu'il peut avoir (stable ou instable, d'extension finie ou infinie).
Elle est nommée en l'honneur des astrophysiciens Jonathan Lane et Robert Emden. Lane proposa cette équation, en 1870, dans un travail présenté comme étant le premier visant à étudier la structure interne d'une étoile. Y sont également liés Lord Kelvin et A. Ritter à la fin du XIXe siècle, puis Ralph H. Fowler et Subrahmanyan Chandrasekhar dans le courant des années 1930. Selon Chandrasekhar, les travaux de Ritter sur ce problème sont plus importants que ceux d'Emden, et l'équation mériterait tout autant de s'appeler équation de Lane-Ritter.

## Contexte scientifique
Un fluide polytropique est un fluide dont la pression {\displaystyle P} est reliée à la masse volumique {\displaystyle \mu } par l'équation d'état polytropique :
{\displaystyle P=\kappa \mu ^{\gamma }}
où {\displaystyle \kappa } est une constante et {\displaystyle \gamma } un nombre appelé indice adiabatique. En pratique, on définit l'indice polytropique {\displaystyle n} par :
{\displaystyle \gamma =1+{\frac {1}{n}}}
La raison du choix du terme d'indice polytropique plutôt que d'indice adiabatique tient à ce qu'en pratique, il peut y avoir des échanges de chaleur au sein du fluide considéré (par exemple du fait du flux d'énergie issu des réactions de fusion nucléaire au cœur d'une étoile).
Les fluides polytropiques jouent un rôle essentiel en astrophysique : de la matière dégénérée, c'est-à-dire dont la pression est déterminée par la pression de dégénérescence prédite par le principe d'exclusion de Pauli, se comporte comme un polytrope, dont l'indice polytropique varie selon que la matière est relativiste ou non relativiste (il vaut 3 et 3/2 respectivement). Le cœur de plusieurs types d'étoiles peut être considéré en très bonne approximation comme étant composé de matière dégénérée. Il en est de même pour les cadavres d'étoiles que sont les naines blanches et les étoiles à neutrons. De plus, dans une situation où la matière est en équilibre thermique, elle peut être vue comme un polytrope d'indice adiabatique égal à 1. Ce type de configuration est appelé, dans le contexte astronomique, sphère isotherme. En dehors du cadre de la description d'un nuage de gaz, il décrit aussi avec grande précision la structure des amas globulaires, qui en réalité peuvent être vus comme étant un « gaz » d'étoiles « isotherme », c'est-à-dire au sein duquel la dispersion des vitesses des étoiles est indépendante de la distance au centre de l'amas.

## Équations du problème de Lane-Emden
L'équation de Lane-Emden a pour but de décrire le profil de densité d'un fluide sans rotation soumis à l'action de son propre champ gravitationnel et possédant une équation d'état polytropique. L'état d'équilibre d'un fluide est appelé équilibre hydrostatique. Il est déterminé par l'équilibre entre le champ gravitationnel {\displaystyle {\mathbf {g} }} du fluide et les forces de pression, selon la loi :
{\displaystyle \nabla P=\mu {\mathbf {g} }}
Le champ gravitationnel est relié au potentiel gravitationnel {\displaystyle \Phi } par la relation :
{\displaystyle {\mathbf {g} }=-\nabla \Phi }
lui-même relié à la masse volumique par l'équation de Poisson :
{\displaystyle \Delta \Phi =4\pi G\mu }
{\displaystyle G} étant la constante de gravitation. Enfin, le fluide étant un polytrope, pression et masse volumique sont reliées par la loi donnée ci-dessus :
{\displaystyle P=\kappa \mu ^{1+{\frac {1}{n}}}}
L'équation de Lane-Emden consiste en une réécriture de l'équation de Poisson utilisant dans un premier temps la relation entre le potentiel gravitationnel {\displaystyle \Phi } et le champ {\displaystyle {\mathbf {g} }}, puis entre {\displaystyle {\mathbf {g} }} et la pression {\displaystyle P}, qui est enfin remplacée par son expression selon la masse volumique {\displaystyle \mu }. Une fois ceci réalisé, un changement de variables est effectué, de façon à rendre l'équation plus maniable.

## Formulation
L'équation de Lane-Emden peut s'écrire :
{\displaystyle {\frac {\Delta \mu }{\mu }}+(\gamma -2)\left({\frac {\nabla \mu }{\mu }}\right)^{2}+{\frac {4\pi G}{{\frac {1}{\mu }}{\frac {{\rm {d}}P}{{\rm {d}}\mu }}}}=0}
Dans le cas où l'exposant {\displaystyle \gamma } est différent de 1, c'est-à-dire que {\displaystyle n} est fini, cette équation peut se réécrire de façon plus compacte et élégante sous la forme :
{\displaystyle {\frac {{\rm {d}}^{2}\theta }{{\rm {d}}\xi ^{2}}}+{\frac {2}{\xi }}{\frac {{\rm {d}}\theta }{{\rm {d}}\xi }}+\theta ^{n}=0}
avec la quantité {\displaystyle \theta } définie par :
{\displaystyle \mu =\mu _{\rm {c}}\theta ^{n}}
et {\displaystyle \xi } par :
{\displaystyle \xi =r{\sqrt {\frac {4\pi G{\mu _{\rm {c}}}^{2}}{(n+1)P_{\rm {c}}}}}}
{\displaystyle r} étant la coordonnée radiale en coordonnées sphériques et l'indice {\displaystyle c} désignant les quantités évaluées au centre de la configuration.
Le cas particulier où {\displaystyle n} est infini ({\displaystyle \gamma } = 1) est appelé sphère isotherme. Il possède de nombreuses caractéristiques atypiques et fait l'objet d'un article séparé.

## Solutions de l'équation
Les conditions initiales de l'équation sont :
{\displaystyle \theta (0)=1}
{\displaystyle \left.{\frac {{\rm {d}}\theta }{{\rm {d}}\xi }}\right|_{\xi =0}=0}
L'équation est définie tant que {\displaystyle \theta } est positif. La solution pour une valeur de {\displaystyle n} donnée est en général notée {\displaystyle \theta _{n}}. Le point où {\displaystyle \theta } s'annule est en général noté {\displaystyle \xi _{1}}.

### Solutions exactes
Lorsque {\displaystyle n} vaut 0 ou 1, l'équation différentielle est homogène. Sa solution se trouve sans difficulté. Les autres valeurs de {\displaystyle n} sont significativement plus complexes, l'équation différentielle étant alors non linéaire. Un autre solution exacte existe cependant pour {\displaystyle n} = 5. Cette solution fut trouvée par Arthur Schuster en 1883, puis indépendamment par Emden plus tard. Les trois solutions analytiques connues s'écrivent :
| {\displaystyle n} | {\displaystyle \theta }                                                          | {\displaystyle \mu }                                                                           | {\displaystyle \xi _{1}}    | {\displaystyle \left.{\frac {{\rm {d}}\theta }{{\rm {d}}\xi }}\right\|_{\xi _{1}}} | {\displaystyle -3{\frac {\left.{\frac {{\rm {d}}\theta }{{\rm {d}}\xi }}\right\|_{\xi _{1}}}{\xi _{1}}}} |
| ----------------- | -------------------------------------------------------------------------------- | ---------------------------------------------------------------------------------------------- | --------------------------- | ---------------------------------------------------------------------------------- | --- |
| 0                 | {\displaystyle 1-{\frac {\xi ^{2}}{6}}}                                          | {\displaystyle \mu _{\rm {c}}}                                                                 | {\displaystyle {\sqrt {6}}} | {\displaystyle -{\frac {\sqrt {6}}{3}}}                                            | {\displaystyle 1}                                                                                        |
| 1                 | {\displaystyle {\frac {\sin \xi }{\xi }}}                                        | {\displaystyle \mu _{\rm {c}}{\frac {\sin \xi }{\xi }}}                                        | {\displaystyle \pi }        | {\displaystyle -{\frac {1}{\pi }}}                                                 | {\displaystyle {\frac {3}{\pi ^{2}}}}                                                                    |
| 5                 | {\displaystyle {\frac {1}{\left(1+{\frac {\xi ^{2}}{3}}\right)^{\frac {1}{2}}}}} | {\displaystyle \mu _{\rm {c}}{\frac {1}{\left(1+{\frac {\xi ^{2}}{3}}\right)^{\frac {5}{2}}}}} | {\displaystyle \infty }     | {\displaystyle 0}                                                                  | {\displaystyle 0}                                                                                        |

La solution est une sphère de densité constante lorsque {\displaystyle n} vaut 0 et elle se réduit à une équation différentielle sphérique de Bessel qui se résout en sinus cardinal lorsque {\displaystyle n} = 1.

### Solutions singulières
Si l'on oublie les conditions initiales régulières de l'équation, un ensemble de solutions singulières (avec la densité divergeant au centre) peut aisément être trouvé sous la forme :
{\displaystyle \theta ={\frac {X}{\xi ^{p}}}}
avec :
{\displaystyle X=\left({\frac {2(n-3)}{(n-1)^{2}}}\right)^{\frac {1}{n-1}}}
{\displaystyle p={\frac {2}{n-1}}}
Ces solutions singulières n'existent que pour {\displaystyle n} plus grand que 3, c'est-à-dire {\displaystyle \gamma } inférieur à 4/3. Cette valeur critique apparaît dans de nombreux cas relatifs à cette équation.

## Masse et rayon

### Rayon
Le rayon et la masse de la solution se déduisent assez rapidement de la solution une fois celle-ci connue. Par définition de {\displaystyle \xi }, le rayon physique de la configuration est donné par :
{\displaystyle R={\sqrt {\frac {(n+1)P_{\rm {c}}}{4\pi G{\mu _{\rm {c}}}^{2}}}}\;\xi _{1}}
En remplaçant la pression centrale par sa valeur donnée par l'équation d'état, on obtient :
{\displaystyle R={\sqrt {\frac {(n+1)\kappa }{4\pi G}}}{\mu _{\rm {c}}}^{\frac {1-n}{2n}}\;\xi _{1}}
Ce résultat appelle plusieurs commentaires :
1. Quand {\displaystyle n} est inférieur à 1 (c'est-à-dire {\displaystyle \gamma } est grand) le rayon est une fonction décroissante de la densité centrale.
2. Quand, à l'inverse, {\displaystyle n} est supérieur à 1, le rayon est une fonction croissante de la densité centrale. Cela signifie que lorsque la masse est de plus en plus concentrée en une région petite, l'extension totale de la configuration augmente de plus en plus, le gros du volume étant occupé par une matière de faible densité.
3. Le cas où {\displaystyle \gamma } vaut 2 (c'est-à-dire {\displaystyle n} vaut 1) est particulier, car le rayon ne dépend pas de la densité centrale, sa valeur étant donnée par {\displaystyle R_{n=1}={\sqrt {\frac {\pi \kappa }{2G}}}}.

### Masse
La masse, quant à elle, se trouve en intégrant la relation :
{\displaystyle M=\int 4\pi r^{2}\mu \,{\rm {d}}r}
que l'on réécrit :
{\displaystyle M=4\pi \left({\frac {(n+1)P_{\rm {c}}}{4\pi G{\mu _{\rm {c}}}^{2}}}\right)^{\frac {3}{2}}\mu _{\rm {c}}\int _{0}^{\xi _{1}}\xi ^{2}\theta ^{n}\,{\rm {d}}\xi }
Or l'intégrand est une quantité qui apparaît explicitement dans la version compacte de l'équation de Lane-Emden. On en tire alors :
{\displaystyle \int _{0}^{\xi _{1}}\xi ^{2}\theta ^{n}{\rm {d}}\xi =-{\xi _{1}}^{2}\,\left.{\frac {{\rm {d}}\theta }{{\rm {d}}\xi }}\right|_{\xi _{1}}}
Il vient finalement, en exprimant à nouveau la pression centrale en termes de l'équation d'état :
{\displaystyle M=-4\pi \left({\frac {(n+1)\kappa }{4\pi G}}\right)^{\frac {3}{2}}{\mu _{\rm {c}}}^{\frac {3-n}{2n}}{\xi _{1}}^{2}\,\left.{\frac {{\rm {d}}\theta }{{\rm {d}}\xi }}\right|_{\xi _{1}}}
Cette fois, c'est la valeur {\displaystyle n} = 3 qui est singulière : la masse de la configuration ne dépend pas de la densité centrale : elle est indépendante de tout paramètre, et ne peut par conséquent prendre qu'une seule valeur. Ceci suggère fortement l'apparition d'une instabilité au moment où le fluide atteint ce comportement (par un lent changement de l'indice {\displaystyle n} par exemple).
On peut ainsi exprimer le rayon en fonction de la masse. Abstraction faite d'un facteur numérique (dépendant de {\displaystyle n}), on a la relation :
{\displaystyle M\propto R^{\frac {3-n}{1-n}}}
Ce résultat est intuitif pour la limite est grands {\displaystyle \gamma } ({\displaystyle n} nul). Le fluide est alors incompressible, sa densité est constante, et la masse est proportionnelle au cube du rayon.
Un autre écriture donne :
{\displaystyle M={\frac {4\pi }{3}}\mu _{\rm {c}}R^{3}\;\times -3{\frac {\left.{\frac {{\rm {d}}\theta }{{\rm {d}}\xi }}\right|_{\xi _{1}}}{\xi _{1}}}}
Le dernier facteur donne l'écart entre la masse approximée en supposant la densité centrale représentative de la densité moyenne, et la vraie masse. Dans le cas d'un fluide incompressible ({\displaystyle n} nul), ce dernier terme vaut 1 car la densité centrale est égale à la densité moyenne. À mesure que {\displaystyle n} croît, le facteur diminue, signe que la masse est concentrée dans une région petite par rapport à l'extension totale de la configuration.

### Énergie de la configuration
La configuration possède une énergie potentielle de gravitation, ainsi qu'une énergie interne la formule donnant la première est appelée formule de Betti-Ritter, du nom de Enrico Betti et A. Ritter qui l'ont découverte.

### Développements limité et asymptotique
L'équation de Lane-Emden ayant été découverte bien avant le développement des ordinateurs et autres moyens automatisés de calcul, et n'offrant pas (sauf cas particuliers évoqués ci-dessus) de solution exacte, elle a été l'objet de nombreuses études visant à proposer des approximations de ses solutions. Ainsi, des développements limités ont été proposés jusqu'à des ordres élevés en vue de tabuler les solutions. Au voisinage de 0, la solution peut ainsi être approximée selon :
{\displaystyle \theta (\xi )=1-{\frac {\xi ^{2}}{6}}+n{\frac {\xi ^{4}}{120}}+O(\xi ^{6})}
Pour les configurations s'étendant à l'infini, un développement asymptotique conduit immédiatement à :
{\displaystyle \theta (\xi )\propto {\frac {1}{\xi }}}